# Кертис, Финдли
Финдли Кертис (англ. Findlay Curtis; 1 октября 2006, Шотландия) — шотландский футболист, полузащитник клуба «Рейнджерс».

## Биография
Финдли Кертис родился в Шотландии 1 октября 2006 года. С ранних лет проявлял интерес к футболу и присоединился к академии клуба «Рейнджерс» в возрасте шести лет.
19 января 2025 года Кертис дебютировал за основную команду «Рейнджерс» в победном (5:0) матче Кубка Шотландии против клуба «Фрейзербёрг». Кертис вышел на поле во втором тайме и ассистировал при последнем голе команды.
Через несколько дней, 23 января, он дебютировал в Лиге Европы в проигранном (1:2) матче против «Манчестер Юнайтед», выйдя на замену в конце игры.
17 февраля 2025 года Кертис сыграл свой первый матч в шотландской Премьер-лиге, выйдя на замену в победном (3:1) матче против «Харт оф Мидлотиан».
29 января 2025 года Кертис подписал новый контракт с «Рейнджерс».